# دميتري فليس
دميتري فليس (بالروسية: Флис, Дмитрий Сергеевич) مواليد 22 أكتوبر 1984 في كالينينغراد، الجمهورية الروسية السوفيتية الاتحادية الاشتراكية، هو لاعب كرة سلة روسي. بدأ مسيرته الاحترافية في سنة 2002. يلعب مع فريق باسكت مانريسا. يحمل الرقم 21. يبلغ طوله 6 قدم 8 بوصة (2.0 م).

## المسيرة الاحترافية
لعب مع جوفينتوت بادالونا في الدوري الإسباني من سنة 2002 إلى 2008، ثم لعب مع نادي لاردة لكرة السلة في موسم 2008–2009، ثم لعب مع أوبرادويرو لكرة السلة في الدوري الإسباني في موسم 2009–2010، ثم لعب مع جوفينتوت بادالونا في موسم 2010–2011، ثم لعب مع نادي أندورا لكرة السلة في الدوري الإسباني من سنة 2011 إلى 2013، ثم لعب مع باسكت مانريسا في سنة 2015.

## الإنجازات
- كأس أوروبا لكرة السلة: (1)
  - 2007–08

## روابط خارجية
- دميتري فليس على موقع الدوري الإسباني لكرة السلة (الإسبانية)
- دميتري فليس على موقع كرة السلة الأوروبية.كوم (الإنجليزية)
- دميتري فليس على موقع ريلجم (الإنجليزية)
- دميتري فليس على موقع بروبوليرز (الإنجليزية)
- دميتري فليس على موقع سبورتس رفرنس (الإنجليزية)